# Kloster Tegernsee

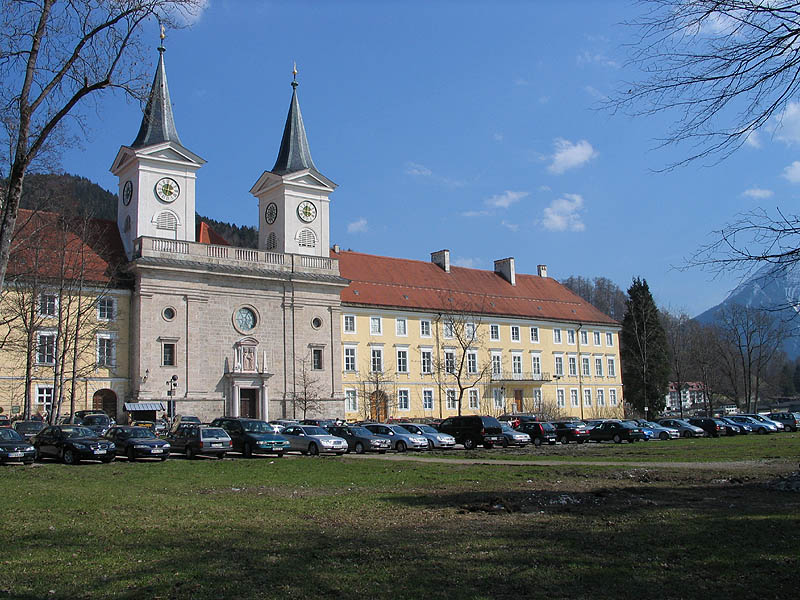
Die ehemalige Benediktinerabtei Tegernsee mit Basilika

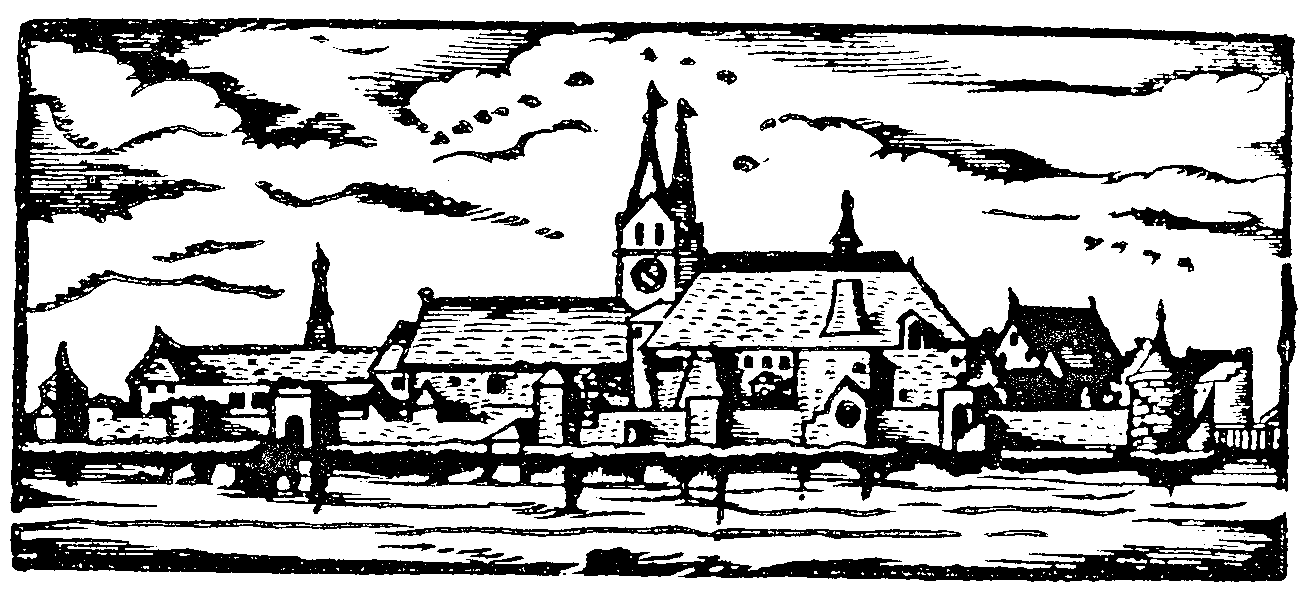
Älteste Darstellung des mittelalterlichen Klosters, in den Landtafeln von Philipp Apian, 1560

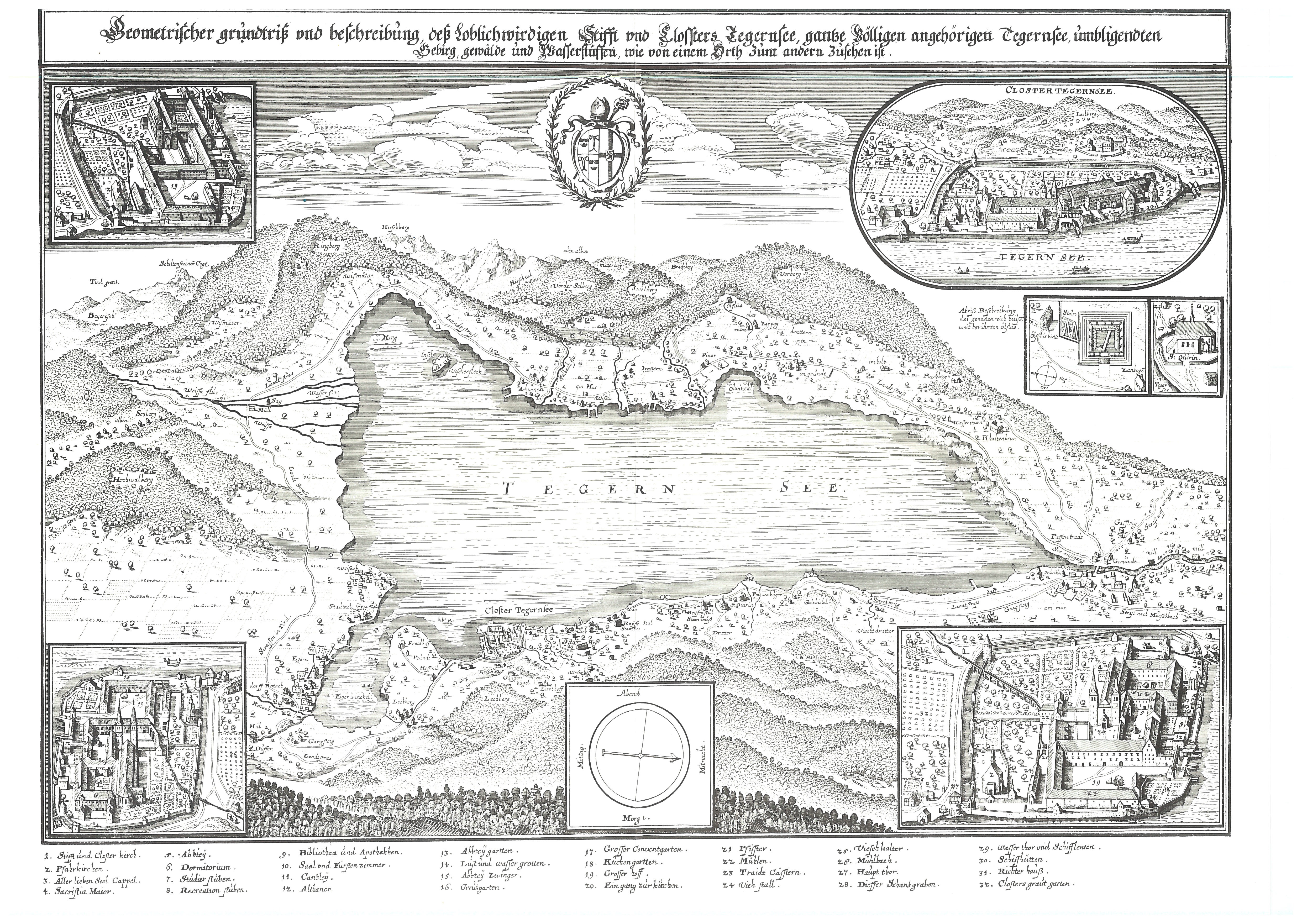
Stich von Merian (1644)

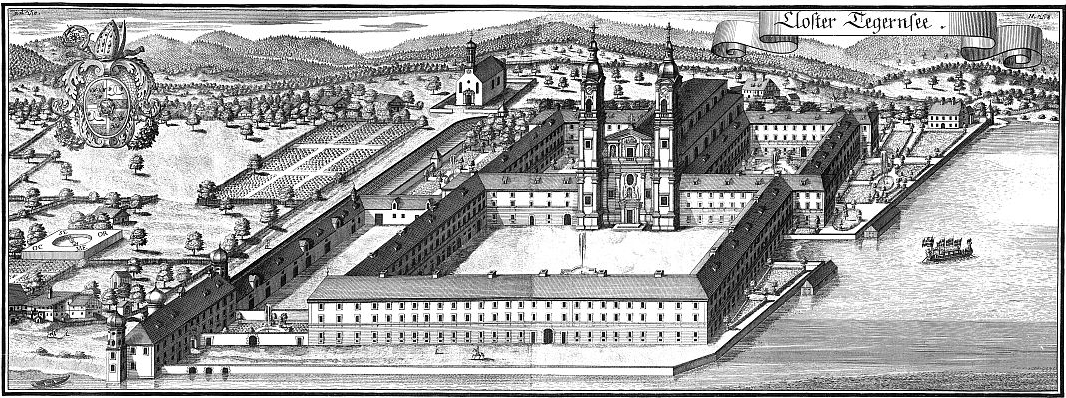
Kloster Tegernsee nach einem Stich von Michael Wening (1726)

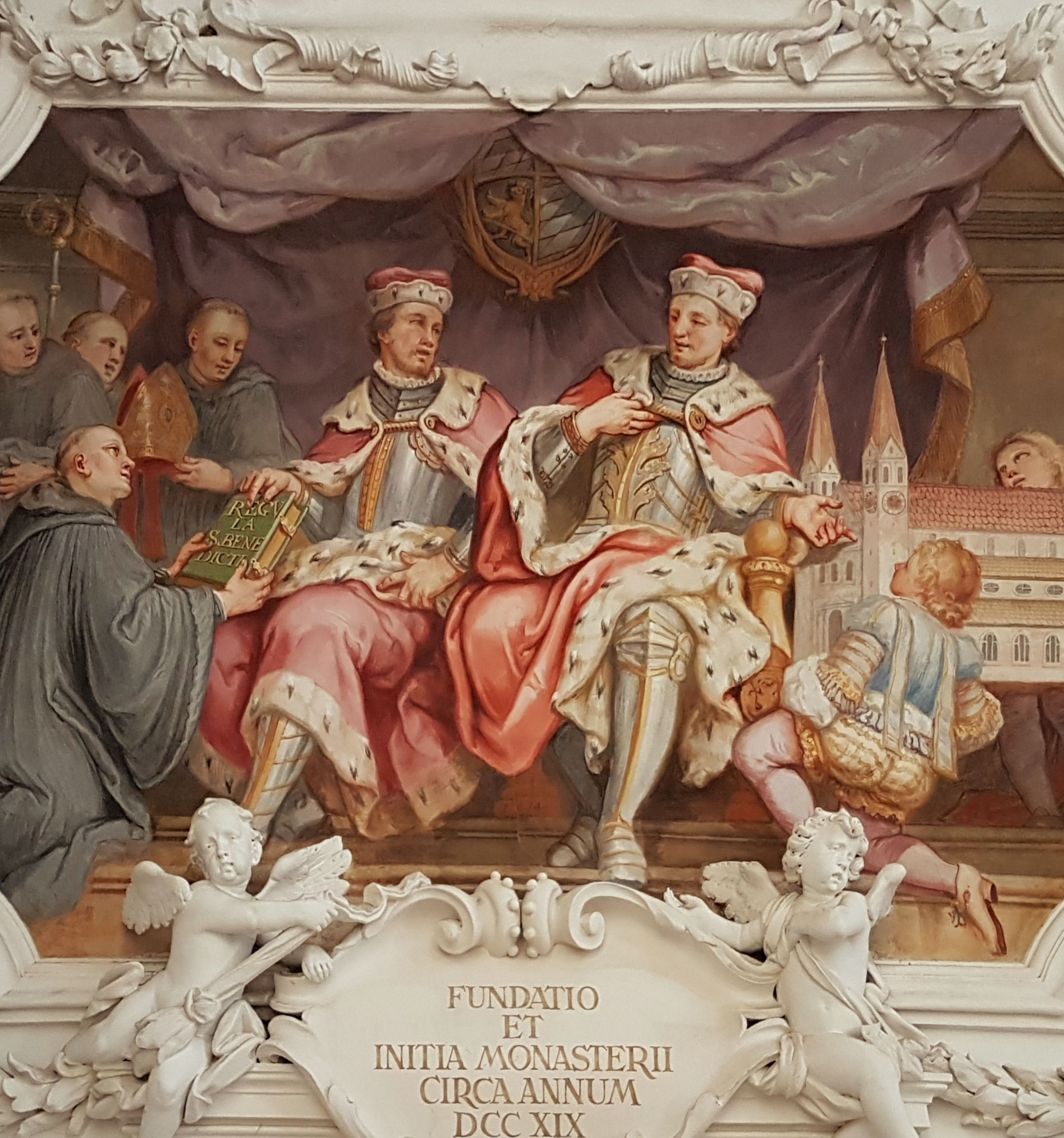
Fresko über die Stiftung von Kloster Tegernsee

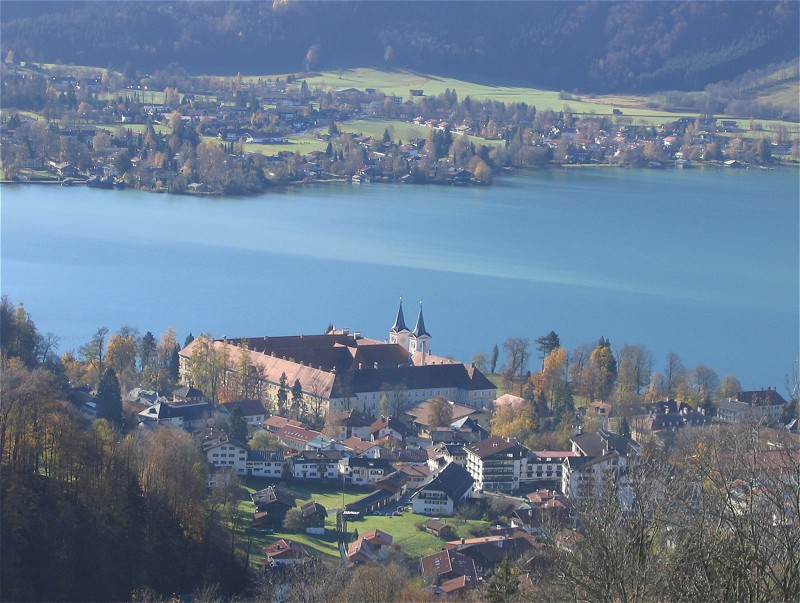
Kloster Tegernsee von Nordosten

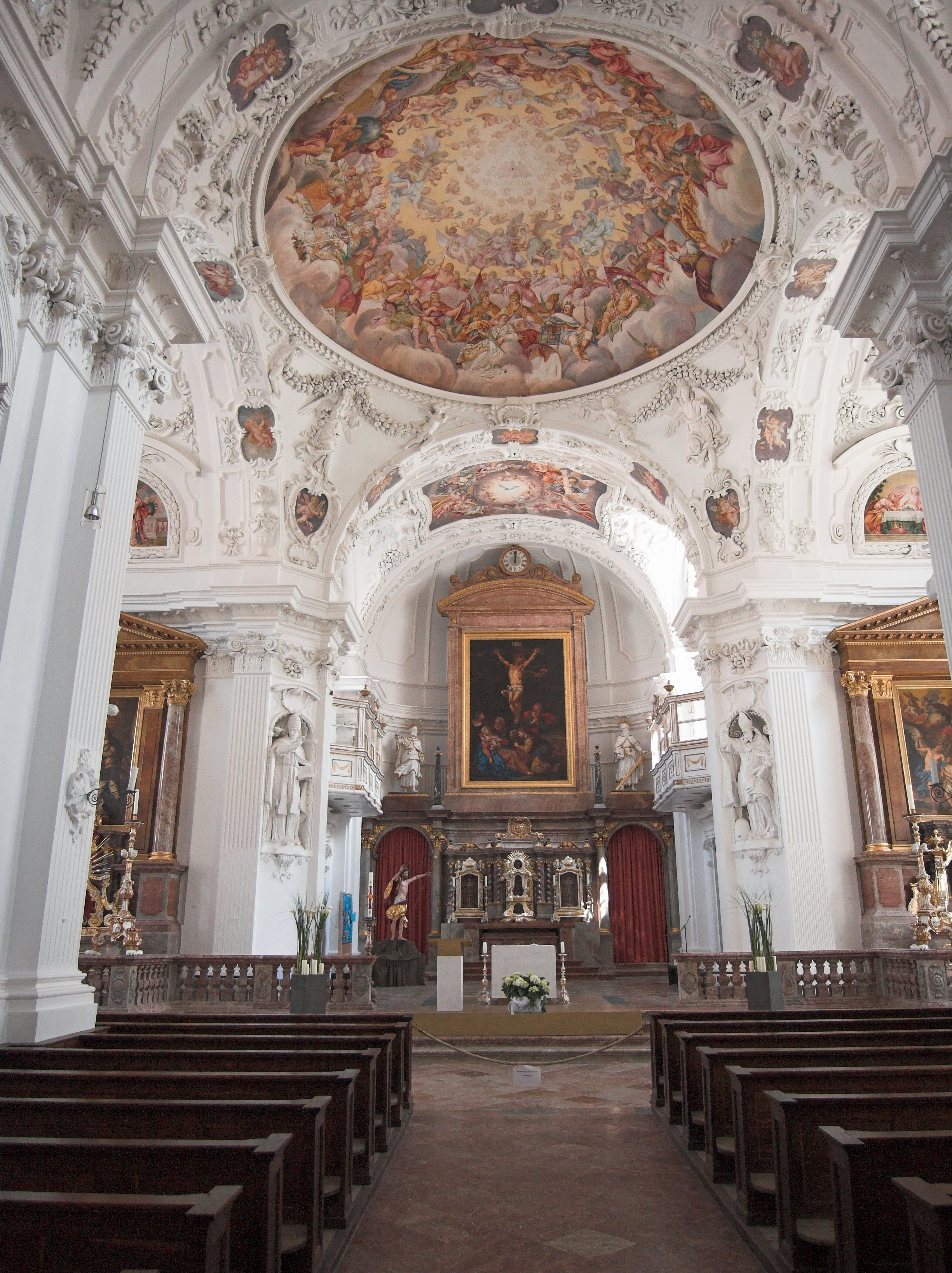
Innenaufnahme der Basilika

Das Kloster Tegernsee  war eine im 8. Jahrhundert gegründete Abtei der Benediktiner am Tegernsee in der heutigen Stadt Tegernsee in Bayern. Es war bis 1803 die wichtigste Benediktinerabtei Oberbayerns. Heute sind die Gebäude des Klosters als Schloss Tegernsee Eigentum des Wittelsbacher-Zweiges der Herzöge in Bayern. Die örtliche katholische Pfarrkirche St. Quirinus war bis 1803 Abteikirche. In den ehemaligen Klostergebäuden befinden sich heute neben einem Restaurant auch das weithin bekannte Bräustüberl der Tegernseer Brauerei und das Gymnasium Tegernsee.

## Geschichte

### Gründungslegende
Die Gründungsgeschichte des Klosters Tegernsee ist nur als Legende in der Passio Sancti Quirini vom Ende des 9. Jahrhunderts überliefert.
Danach entstand die Mönchsgemeinschaft am Tegernsee um die Mitte des 8. Jahrhunderts (746 oder 765) als Gründung der Brüder Oatkar und Adalbert, die dem altbayerischen Adelsclan der Huosi angehörten. Die erste Kirche und das Kloster wurden Jesus Christus als Salvator Mundi geweiht. Besiedelt von St. Galler Mönchen, entfaltete das Kloster Aktivitäten der christlich-kulturellen Durchdringung, die bis nach Tirol und Niederösterreich reichten. 804 hätte das Kloster die Reliquien des heiligen Quirinus aus Rom erhalten und die Klosterkirche dessen Patrozinium angenommen.
Zum Hergang der Gründung des Klosters durch die Brüder enthält die Legende weitere Details. So lebten die beiden fürstlichen Brüder Oatkar und Adalbert aus dem Herzogsgeschlecht der Agilolfinger aus der Sippe der Huosi (Ihnen gehörte der Huosigau im Südwesten Bayerns) mit ihren Familien am Hofe des Königs Pippin (714–768) im Frankenreich. Die Sage berichtet, dass der Sohn des Frankenkönigs den Sohn Oatkars aus Wut beim Schachspielen mit dem Schachbrett erschlug. Pippin – obwohl er der mächtige Frankenkönig war – fürchtete dennoch die Rache der Sippe der in Bayern und Burgund begüterten und mächtigen fürstlichen Brüder. Bevor nun Oatkar von dem Verbrechen überhaupt erfuhr, rief Pippin ihn und seinen Bruder Adalbert zu sich und fragte listig scheinbar um Rat: „Ratet mir, was würdet ihr tun: Wie würdet Ihr einem schrecklichen Übel begegnen, wenn es nun nicht mehr zu ändern ist?“ Beide Brüder entgegneten „So ein schreckliches Übel müsste man gottergeben und mit Gleichmut hinnehmen.“ Da erst eröffnete ihnen der schlaue Pippin, was geschehen war. Da nun die beiden Brüder nicht gegen ihren eigenen Ratschlag zu Gewalt und Waffen greifen konnten, sahen sie sich gezwungen, diesen Mord hinzunehmen. Oatkar, der unglückliche Vater schwieg also trotz Wut, Schmerz und Trauer. Er beschloss aber, zusammen mit seinem Bruder Adalbert der Welt den Rücken zu kehren. So kam es, dass die beiden Brüder in ihrem Stammland, dem bayerischen Sundgau, ein Kloster am „tegarin seo“ (althochdeutsch „großer See“) an einem besonders sonnigen und schönen Uferstück gründeten, wohin sie sich zurückzogen. Die Szene mit den schachspielenden Fürstensöhnen war noch lange auf einem großen Tafelbild in der Egerner Kirche zu sehen.
In historischen Quellen belegt ist davon nur die Existenz Adalberts als Abt des Klosters Tegernsee in einer Urkunde aus Freising und seine Teilnahme an einer Synode 770 in Dingolfing. Schon die Existenz Otkars lässt sich nicht durch zeitgenössische Dokumente nachweisen. Alle weiteren Angaben entstammen den Heiligenlegenden um Quirinus, die erstmals am Ende des 9. Jahrhunderts aufgezeichnet wurden und in erweiterter Fassung aus dem 10. Jahrhundert stammen.
Andererseits wird die Legende durch archäologische Daten bestätigt: Untersuchungen der Gebeine, die im Hauptaltar der Klosterkirche als die der beiden Gründer aufbewahrt werden, ergaben Anfang 2016, dass dort die Überreste von zwei Personen lagen, die beide nicht aus dem heutigen bayerischen oder deutschen Raum stammen, sondern vermutlich ihren Ursprung in der Bretagne hatten. Die Gründung des Klosters kann mit diesen Untersuchungen auf 760–65 datiert werden. Dazu kommen weitere Daten, die den Legenden entsprechen: Die beiden Männer sind sehr nahe verwandt, jedoch nicht in direkter Linie, beide sind mit 1,87 und 1,85 m etwa 15 Zentimeter größer als die Durchschnittsbevölkerung. Einer (Ottkar) weist Knochenspuren auf, die zu einer körperlichen Tätigkeit, sehr wahrscheinlich Holzbearbeitung passen, er ist 36 Jahre alt geworden und könnte von 751 bis 787 gelebt haben. Sein Bruder, der Abt Adalbert, dürfte 60 Jahre alt geworden sein und hat von 743 bis 803 gelebt.
Weitere Elemente der Legende entsprechen Topoi der damaligen Zeit und dürfen als Ausschmückung gelten. Der Rückzug der Klostergründer in die Einsamkeit ist bei Gründungslegenden von Klöstern nördlich der Alpen häufig, entspricht aber nicht der Realität. Die Täler der bayerischen Voralpen waren viel genutzte Handelswege, die Beziehungen zum um 720 gegründeten Bistum Freising waren eng, Kloster Schäftlarn an der Isar und Kloster Benediktbeuern zwei Täler Richtung Westen waren in den Jahrzehnten vor Tegernsee gegründet worden. Die Lage im ersten bzw. letzten Alpental am flachen Ausgang in die Ebene ist charakteristisch, auch kann nicht von einer Siedlungsleere im Tal ausgegangen werden. Prähistorische Nutzungen sind an drei Stellen im Tegernseer Tal nachgewiesen, für den Gründungszeitraum kann eine lockere Besiedlung angenommen werden, die allerdings noch einer spätrömischen Kultur zugerechnet werden muss. Eine germanische Landnahme kann durch die Klostergründung nicht eingetreten sein.

### Bis ins zehnte Jahrhundert
Nach dem Sturz des Bayernherzogs Tassilo III. (748–788) wurde Tegernsee karolingisches Königskloster. Die Ungarneinfälle und die damit verbundenen Kosten für den bayerischen Herzog Arnulf (907–937) ließen ihn Klöster säkularisieren und zur Deckung der Kriegskosten die Klostergüter verkaufen. Ob Tegernsee davon direkt betroffen war, ist nicht belegt, jedoch verfiel die geistliche Kommunität in Tegernsee im Verlauf des 10. Jahrhunderts. Das mönchische Leben erlosch.

### Neugründung als Reichsabtei
Die von Kaiser Otto II. (973–983) mitinitiierte Neugründung Tegernsees als Reichsabtei im Jahr 978 führte zur Erneuerung von Mönchtum und Kloster. Mit dem Mönch Froumund (1006/1012) und Abt Ellinger (1017–1026, 1031–1041) wurde Tegernsee zu einem Zentrum von Literatur, Buchkunst und Gelehrsamkeit; die von Abt Gozbert angestoßenen „Tegernseer Reform“ erfasste eine Reihe bayerischer Klöster. Auch St. Ulrich in Augsburg wurde nach seiner Umwandlung in ein Benediktinerkloster von Mönchen aus Tegernsee besiedelt (ca. 1012). Die Blütezeit des Klosters sollte dann noch bis weit ins 12. Jahrhundert andauern, erkennbar u. a. an dort entstandenen Werken der Literatur und Wissenschaft: „Ruodlieb“ (11. Jahrhundert, letztes Drittel), Quirinalen (12. Jahrhundert) eines Metellus von Tegernsee, „Spiel vom Antichrist“ (1155?), Tegernseer Briefsammlung (1178/1186).
Das alexandrinische Papstschisma (1159–1177) sah Tegernsee weitgehend vom politisch-kirchlichen Gegeneinander verschont, aber versehen mit königlichen und päpstlichen Privilegien. Die Grafen von Andechs als Tegernseer Vögte ab 1121 und der für Tegernsee zuständige Bischof Otto II. von Freising offenbaren dann nochmals das adlige Netzwerk, das an der Wende vom 12. zum 13. Jahrhundert hinter der Ernennung Manegolds von Berg zum Abt dieses bayerischen Klosters (1189/1190–1206) stand. Der Tegernseespruch Walthers von der Vogelweide († ca. 1230) gehört in diese Zeit (vor 1206, 1212?).
Das Amtszeit des Abtes Manegold von Berg über Tegernsee und die Einsetzung dieses Abtes durch eine Adelsgruppe um Berger, Andechser und Staufer deuten schon die nachfolgende Entwicklung an: Im 13. und 14. Jahrhundert sank Tegernsee zu einem Adelskloster in Abhängigkeit von gewissen Adelsfamilien herab, und erst mit der Melker Reform des 15. Jahrhunderts besann man sich wieder auf die Ideale benediktinischen Mönchtums.

### Ab dem 15. Jahrhundert
Der Brand des Klosters 1410 und die Visitation durch den Generalvikar Johannes Grünwalder 1426 markieren Tiefpunkt und Neuanfang in der klösterlichen Entwicklung. Tegernsee wurde – auch mit Unterstützung des Kardinals und päpstlichen Legaten Nikolaus von Kues – unter Abt Kaspar Ayndorffer zu einem Reformmittelpunkt benediktinischen Mönchtums in der damaligen Zeit. 1455 besiedelten Tegernseer Mönche das neu gegründete Kloster Andechs. Tegernseer Mönche waren Äbte in Benediktbeuern, Oberaltaich, Wessobrunn u. a. 1446 wurde zum 700-jährigen Jubiläum ein großer Passionsaltar geweiht (heute Tafeln in München, Nürnberg, Berlin und Bad Feilnbach). Johannes Keck († 1450), Tegernseer Delegierter am Konzil von Basel, verfasste ein Werk über Musik, der Tegernseer Prior Bernhard von Waging († 1472) mystische Schriften. Um 1470 wurde die Klosterkirche neu errichtet. Konrad V. Ayrenschmalz baute zudem die Bibliothek des Klosters zur damals größten Bibliothek Süddeutschlands aus. Unter dem Bibliothekar Konrad Sartori wurde um 1500 im Kloster der Liber illuministarum zusammengestellt, die größte spätmittelalterliche Sammlung von Rezepten für die mittelalterliche Schreibstube, die über 750 Anweisungen u. a. zur Pergamentbearbeitung, Farbenherstellung und Vergoldetechniken enthält.

Der Tegernsee mit Gemeinde Tegernsee und Kloster, ca. 1900

Die Blütezeit des bayerischen Klosters hielt auch während der frühen Neuzeit an. Ab 1573 gab es eine eigene Klosterdruckerei, die u. a. dank kaiserlicher Druckprivilegien theologische, liturgische und musiktheoretische Bücher druckte. Die Wirren des Dreißigjährigen Krieges (1618–1648) überstand die Mönchsgemeinschaft trotz eines schwedischen Angriffes auf das Kloster im Jahr 1632.
Klosterkirche und Klostergebäude wurden ab 1684/1688 barockisiert. Das Kloster Tegernsee war prominentes Mitglied der 1684 gegründeten bayerischen Benediktiner-Kongregation. In der Regierungszeit des Abtes Benedikt Schwarz (bis 1787) zeigten sich dann die Vorzeichen der Säkularisation, die schließlich 1803 erfolgte und das Ende des Klosters Tegernsee mit sich brachte. Gregor Rottenkolber, der letzte Abt von Kloster Tegernsee, starb am 13. Februar 1810.

### Schloss Tegernsee

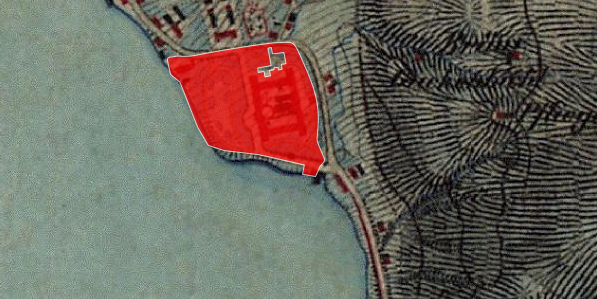
Lageplan von Kloster Tegernsee auf dem Urkataster von Bayern

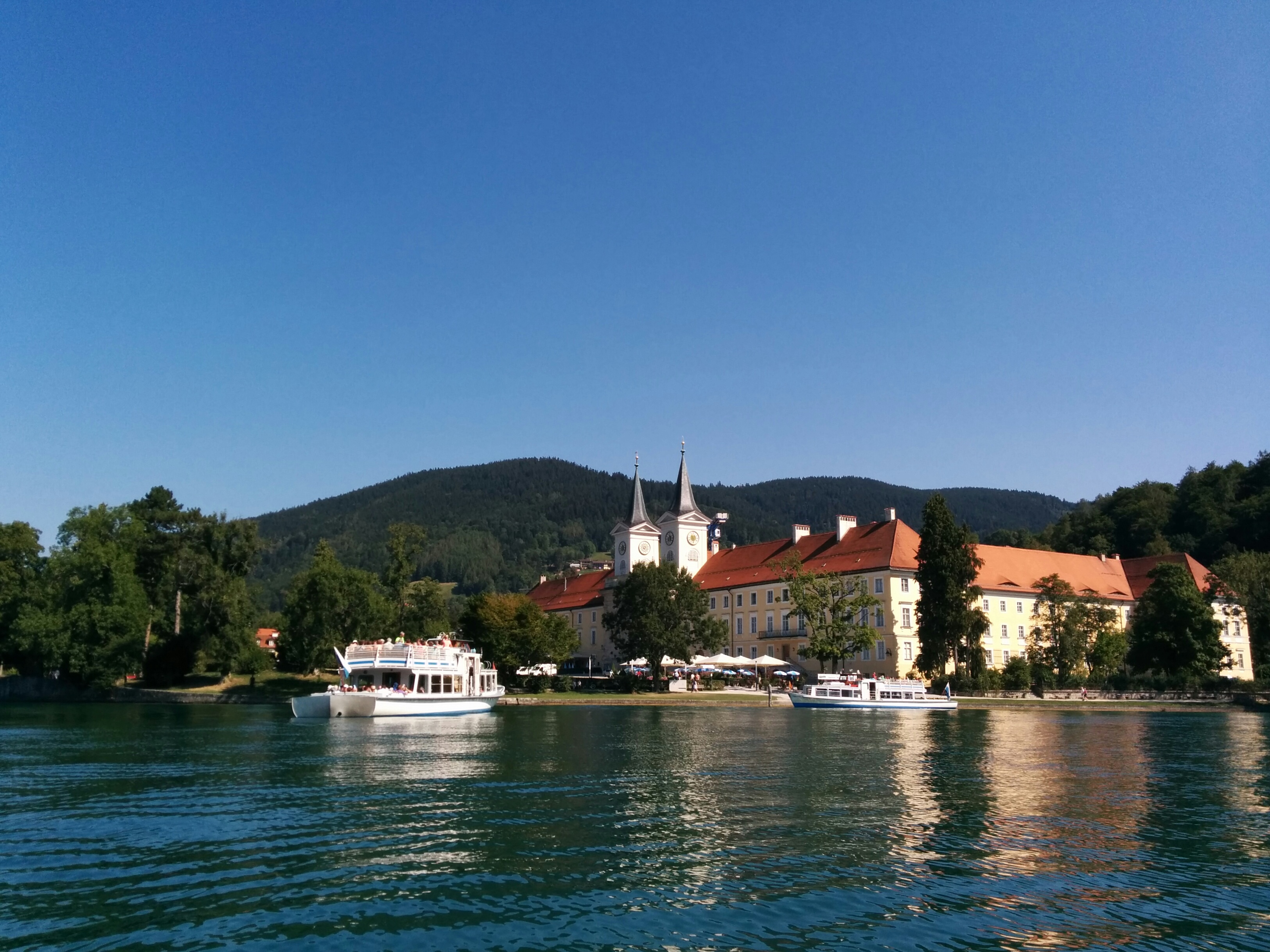
Das Kloster Tegernsee, vom See aus fotografiert und mit zwei Linienschiffen im Vordergrund

Der größte Teil der Klostergebäude zwischen Kirche und See verfiel nach der Säkularisation. 1803 ersteigerte der spätere Generalpostmeister Carl Josef Graf von Drechsel den gesamten Klostertrakt mitsamt den Wirtschaftsgebäuden für 44.000 Gulden. Der neue Eigentümer ließ den ganzen Westteil des Klosters abbrechen und das Kupfer der Dächer entfernen. Aus dem Verkaufserlös dafür soll er den gesamten Kaufpreis gewonnen haben.
Den immer noch bedeutenden Rest, nämlich die Trakte zu beiden Seiten der Kirche, erwarb 1817 König Maximilian I. Joseph für 180.000 Gulden. Am 7./8. Oktober 1822 empfing er hier Zar Alexander I. von Russland und Kaiser Franz I. von Österreich mit deren Gefolge zu einem kurzen Treffen. Der König ließ das Bauwerk 1823/24 durch Leo von Klenze umgestalten und sich hier einen Landsitz einrichten, in der Folgezeit wurde die Anlage Hauptsitz des Wittelsbacher-Zweiges der Herzöge in Bayern.  Im Jahr 1895 ließ Herzog Carl Theodor († 1909) in der ehemaligen Klosterkirche eine Familiengruft für die Herzöge in Bayern anlegen.

## Architektur und Baugeschichte

### Überblick
Im Mittelpunkt des Gebäudekomplexes steht die ehemalige Klosterkirche St. Quirin, die als katholische Pfarrkirche genutzt wird. Teile der Krypta und die unteren Teile der westlichen Doppelturmfassade stammen vielleicht vom Neubau des Klosters um 980.
Im 15. Jahrhundert wurden Kloster und Kirche neu gebaut. 1476 war die große dreischiffige Basilika ohne Querhaus vollendet, die bis heute den baulichen Kern der Klosterkirche bildet. Von ihr ist der Dachstuhl noch weitgehend erhalten. Ebenso zeigen die beiden Westtürme im Glockengeschoss im Inneren noch das Backsteinmauerwerk aus dieser Zeit und besitzen auch noch die Dachstühle der Turmhelme, allerdings in ihrer äußeren Form verändert.
Ab 1678 erfolgte nach den Plänen von Enrico Zuccalli eine Barockisierung der Kirche, wobei auch eine Vierung und ein Querhaus eingefügt wurden. Damals entstand bis um 1690 die reiche Stuckierung und das komplexe Bildprogramm im Gewölbe von Hans Georg Asam.
Bei der die Kirche umgebende Klosteranlage handelt es sich heute um eine Vierflügelanlage mit Putzgliederung, die zwei Binnenhöfe umfasst. Die Anlage wurde 1678 nach Idealplan von Enrico Zuccalli sowie 1689 bis 1736 durch Antonio Riva, Johann Schmuzer und Johann Baptist Gunetzrhainer errichtet.
Nach der Aufhebung des Klosters wurden bedeutende Teile der Klosteranlage abgetragen, so besonders das große Treppenhaus, der Marstall und die Gästewohnungen um den Hof vor der Kirchenfassade. Um 1820 wurde schließlich in der Kirche der östliche Psallierchor abgetrennt und die Fassade durch Leo von Klenze umgestaltet.
1823 bis 1824 wurde die Klosteranlage durch Leo von Klenze zum königlichen Sommerschloss umgestaltet. Zur Anlage gehört auch das ehemalige Sekretum, das sogenannte Apothekerstöckl, ein zweigeschossiger Walmdachbau mit rustiziertem Eingangsrisalit aus dem 18. Jahrhundert.
Südlich der Klosteranlage findet sich ein Denkmal für Königin Caroline, das 1870 von Johann von Halbig geschaffen wurde und ebenfalls unter Denkmalschutz steht.
Zu den weiteren Gebäuden, die zeitweise im Besitz des Klosters Tegernsee waren, zählen das Gut Kaltenbrunn sowie die abgegangene Burg Ebertshausen.

### Heutige Nutzung
Der Gebäudekomplex besteht heute noch aus der Pfarrkirche St. Quirin, der ehemaligen Klosterkirche, sowie den nördlich und südlich angrenzenden Trakten rund um die beiden Höfe, als Herzogliches Schloss Tegernsee bezeichnet werden. Außerdem bestehen nördlich der historischen Bauten noch neuere Nebengebäude der Brauerei.
Im Nordtrakt ist das Herzoglich Bayerische Brauhaus Tegernsee untergebracht. Das Erdgeschoss des Westflügels, unmittelbar an das Kirchenportal angrenzend beherbergt die Gaststätte Herzogliches Bräustüberl Tegernsee.
Der südliche Trakt hat eine gemischte Nutzung. Ost- und Südflügel wurden in den 1970er Jahren durch den Freistaat Bayern angekauft und werden durch das Gymnasium Tegernsee genutzt. Dazu gehört auch das Marmor-Treppenhaus und der mit reichen Stuckaturen und einem barocken Deckengemälde geschmückte ehemalige Recreationssaal des Klosters, der heute als Aula der Schule und für kulturelle Veranstaltungen der Stadt Tegernsee genutzt wird. Im Erdgeschoss des Westflügels ist ein Restaurant mit Brennerei untergebracht, die Stockwerke darüber sind der private Wohnbereich des Wittelsbacher-Zweiges Herzog in Bayern.
Im ehemaligen Pfarrhaus des Klosters befindet sich seit 1999 das Heimatmuseum „Museum Tegernseer Tal“.

## Äbte von Tegernsee
- Adalbert (762–800)
- Zaccho (800–804)
- Maginhart (804–, 823)
- Isker (826, 829)
- [Lücke]
- Megilo (866, –880?)
- [Lücke]
- Hartwic (978–982)
- Gozpert (982–1001)
- Gotthard (1001–1002)
- Eberhard I. (1002–1003)
- Beringer (1003–1013)
- Burchard (1013–1017)
- Ellinger (1017–1026)
- Albin (1026–1031)
- Ellinger (2. Mal, 1031–1041)
- Altmann (1041)
- Udalrich I. (1041/42–1042)
- Herrand (1042–1046)
- Egbert (1046–1048)
- Siegfried (1048–1068)
- Eberhard II. d. Eppensteiner (1068–1091)
- Odalschalk von Hohenburg (1092–1113)
- Aribo von Neuburg-Falkenstein (1113–1126)
- Konrad I. (1126–1155)
- Rupert von Neuburg-Falkenstein (1155–1186)[13]
- Alban (1186–1187)
- Konrad II. (1187–1189)
- Manegold von Berg (auch Abt von Kremsmünster und Bischof von Passau) (1189–1206)
- Berthold I. (1206–1217)
- Heinrich I. (1217–1242)
- Berthold II. Schneck (1242–1248)
- Ulrich II. Portenhauser (1248–1261)
- Rudolf (1261–1266)
- Heinrich II. (1266–1273)
- Ludwig von Graisbach (1273–1286)
- Heinrich III. (1286–1287)
- Marquard von Veringen (1287–1324)
- Heinrich IV. von Rain (1324–1339)
- Sigibrand Geltinger (1339–1347)
- Carl Hauzendorfer (1347–1349)
- Konrad III. Kazbeck (1349–1363)
- Konrad IV. Eglinger (1363–1372)
- Gebhard Taufkircher (1372–1393)
- Oswald Torer (1393–1418)
- Georg Türndl (1418–1423)
- Hildebrand Kastner (1424–1426)
- Kaspar Ayndorffer (1426–1461)
- Konrad V. Ayrenschmalz (1461–1492)
- Quirin I. Regler (1492–1500) † 1510
- Heinrich V. Kintzner (1500–1512)
- Maurus Leyrer (1512–1528) † 1534
- Heinrich V. Kintzner (2. Mal, 1528–1543) † 1544
- Augustin Stirtzenbrigl (1543–1556)
- Balthasar Erlacher (1556–1568)
- Quirin II. Rest (1569–1594)
- Paulus Widmann (1594–1624)
- Quirin III. Ponschab (1624–1636) † 1660
- Ulrich III. Schwaiger (1636–1673)
- Bernhard Wenzl (1673–1700) † 1714
- Quirin IV. Millon (1700–1715)
- Petrus von Guetrater (1715–1725)
- Gregor I. Plaichshirn (1726–1762)
- Benedikt Schwarz (1762–1787)
- Gregor II. Rottenkolber (1787–1803), letzter Abt; † 1810